# Az-Zahir Qansuh I.
az-Zahir Qansuh I. Abu Said war Sultan der Mamluken in Ägypten von 1498 bis 1500.
Die Karriere von az-Zahir Qansuh I. ähnelte der vieler anderer Burdschiyya-Mamlukensultane im 15. Jahrhundert: Als junger tscherkessischer Sklave wurde er von Sultan Kait-Bay gekauft. Als sich herausstellte, dass Qansuh der Bruder von Kait-Bays favorisierter Konkubine, der Mutter seines designierten Nachfolgers Muhammad, war, wurde er zum Dawadar befördert. Mit diesem Amt war die Aufsicht über die zivilen Kanzleischreiber des Sultans sowie den offiziellen Schriftverkehr verbunden. Darüber hinaus wurde Qansuh als Protektor seines Neffen, des Thronerben Muhammad, eingesetzt und konnte zwei Jahre nach dem Tod von Kait-Bay, als die Mamluken-Emire gegen dessen Nachfolger an-Nasir Muhammad IV. rebellierten, selbst Sultan werden. Bald waren die Emire aber auch mit Qansuh unzufrieden, welcher als Frau verkleidet aus dem Palast zu fliehen versuchte, aber gefangen genommen und ins Exil nach Alexandria gebracht wurde.